# Cantone di Parthenay
Il Cantone di Parthenay è una divisione amministrativa dell'arrondissement di Parthenay.
A seguito della riforma approvata con decreto del 18 febbraio 2014, che ha avuto attuazione dopo le elezioni dipartimentali del 2015, non ha subìto modifiche.

## Composizione
Comprende i comuni di:
- Adilly
- Amailloux
- La Chapelle-Bertrand
- Châtillon-sur-Thouet
- Fénery
- Lageon
- Parthenay
- Pompaire
- Saint-Germain-de-Longue-Chaume
- Le Tallud
- Viennay